# Sybra cylindraceoides
Sybra cylindraceoides là một loài bọ cánh cứng trong họ Cerambycidae.